# 松延市次
松延 市次（まつのぶ いちじ、1924年5月3日 - ）は、日本の国語学者である。宮本武蔵の著書『五輪書』の国語学的研究でも知られている。福岡県八女郡出身。剣道教士七段。

## 経歴
- 1924年5月3日、福岡県八女郡に生まれる。
- 1944年 小倉師範学校（現・福岡教育大学）卒業。
- 1944年10月、海軍予備学生として土浦海軍航空隊入隊。
- 1951年 日本大学文学部（旧制国文科）卒業。
- 1948年〜1958年 東京で墨田区立小学校、江東区立・目黒区立・杉並区立中学校教諭。
- 1957年 11月18日、野村篤司とともに言語学研究会運営委員となる。
- 1958年〜1975年 東京都立小金井工業高等学校教諭。
- 1975年〜1985年 秋草学園短期大学教授。
- 1985年〜1989年 日本大学工学部講師（国語学担当）。

## 著書

### 国語学・専門書関係
- 『ことばの研究』研数書院　1956年
- 『小大君全釈』（共著）翰林書房　2000年

教科書
- 『中等国語』三省堂　編集委員　1960年
- 『古典文法』桐原書店　1983年

副読本
- 『漢字の基礎学習』正高社　1977年
- 『基礎古典文法』桐原書店　1993年

辞典・辞書
- 『新撰国語辞典』小学館　編集委員　1955年
- 『音訓両引き国語辞典』三省堂　編集委員　1961年

### 剣道関係
- 雑誌『剣道』編集長　正高社　1976〜1980年
- 『剣道』成美堂　1987年
- 『剣道段級審査』（共著）成美堂　1995年

### 『五輪書』関係
- 『「五輪書」の諸本について及び四本対校一覧』「秋草学園短大紀要5」1988年
- 『東北大学本五輪書について』「秋草学園短大紀要6」1989年
- 『丸岡家本五輪書』について』「報告1号」1998年
- 『「五輪書」諸本の異なり表記』「報告1号」1999年
- 『校本・五輪書・諸本一覧（3巻の1）』1999年
- 『校本・五輪書・索引編（3巻の2）』付き『ロシア語版五輪書』2003年
- 『校本・五輪書・資料編（3巻の3）』2001年
- 『決定版　宮本武蔵全書』（共著）松延市次訳・校訂、松井健二監修　弓立社　2003年　ISBN 4896673018